# Goupillières (Yvelines)
Goupillières ist eine französische Gemeinde mit 568 Einwohnern (Stand: 1. Januar 2022) im Département Yvelines in der Region Île-de-France. Sie gehört zum Arrondissement Mantes-la-Jolie und zum Kanton Aubergenville (bis 2015: Kanton Montfort-l’Amaury). Die Einwohner werden Goupilliérois genannt.

## Geographie
Goupillières befindet sich etwa 42 Kilometer westlich von Paris. Umgeben wird Goupillières von den Nachbargemeinden Hargeville im Norden und Nordwesten, Jumeauville im Norden und Nordosten, Andelu im Osten, Thoiry im Osten und Südosten, Villiers-le-Mahieu im Süden, Flexanville im Südwesten sowie Saint-Martin-des-Champs im Westen.

## Bevölkerungsentwicklung
| Jahr                      | 1962 | 1968 | 1975 | 1982 | 1990 | 1999 | 2006 | 2013 |
| Einwohner                 | 207  | 234  | 289  | 282  | 357  | 381  | 433  | 512  |
| Quelle: Cassini und INSEE |      |      |      |      |      |      |      |      |

## Sehenswürdigkeiten

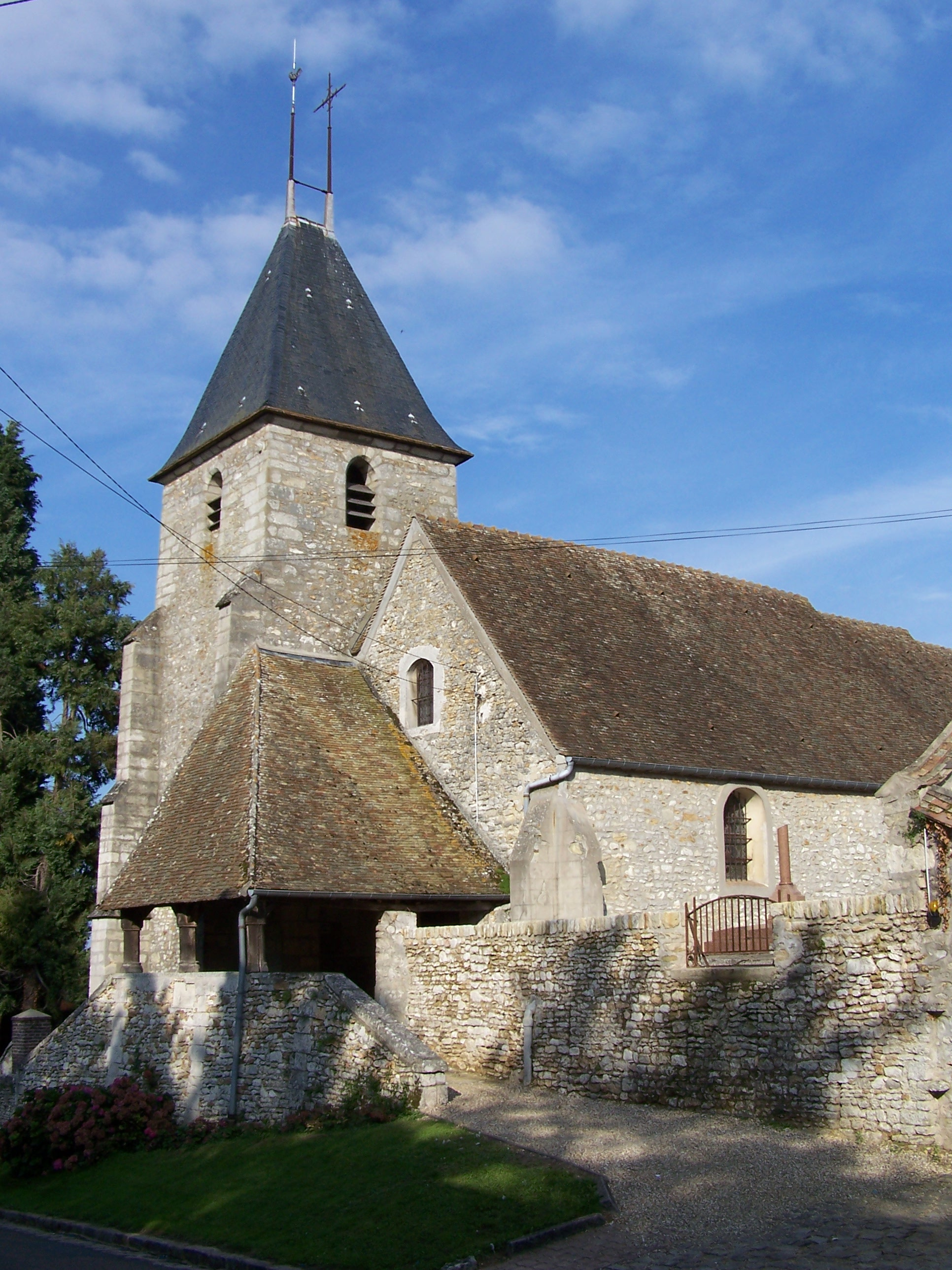
Kirche Saint-Germain

- Kirche Saint-Germain aus dem 12./13. Jahrhundert, Um- und Anbauten aus dem 14. Jahrhundert, Monument historique seit 1969